# Finansloven
Finansloven er det danske statsbudget for et givent finansår. 
I finansloven fastlægges både størrelsen og fordelingen af de samlede statslige udgifter for det pågældende år. Finanslovsforslaget indeholder endvidere overslag over statens udgifter for de efterfølgende tre år. 
Finansloven er et instrument for finanspolitikkens virkemåde, men også kommunernes og regionernes budgetter er i kraft af økonomiaftaler mv. knyttet til finansloven, ligesom de sociale kasser og fondes budgetter (f.eks. ændringer i a-kassekontingent og efterlønsbidrag).
Statens udgiftsstyring er tilrettelagt ud fra de finanspolitiske målsætninger, der følger af Danmarks tilslutning til EU's finanspagt. Finanspagten er implementeret ved budgetloven.

## Loven
Loven vedtages af Folketinget, der har bevillingsmyndigheden og udøver kontrol med bevillingernes anvendelse. Reglerne om finansloven er fastsat i grundlovens §§ 45 og 46, der lyder:
- § 45.[3]
  - Stk. 1. Forslag til finanslov for det kommende finansår skal fremsættes for Folketinget senest fire måneder før finansårets begyndelse.
  - Stk. 2. Kan behandlingen af finanslovforslaget for det kommende finansår ikke ventes tilendebragt inden finansårets begyndelse, skal forslag til en midlertidig bevillingslov fremsættes for Folketinget.
- § 46.[4]
  - Stk. 1. Forinden finansloven eller en midlertidig bevillingslov er vedtaget af Folketinget, må skatterne ikke opkræves.
  - Stk. 2. Ingen udgift må afholdes uden hjemmel i den af Folketinget vedtagne finanslov eller i en af Folketinget vedtaget tillægsbevillingslov eller midlertidig bevillingslov.

## Praksis
Finansloven er populært sagt Danmarks husholdningsbudget, og finansloven er samtidig rammen for regeringens (statsinstitutionernes) afholdelse af udgifter i finansåret. Indtil 1978 løb det offentliges finansår fra 1. april til den 31. marts, men i 1976 blev loven ændret, så finansåret fra 1979 har fulgt kalenderåret.
Forslag til næste års finanslov fremsættes inden udgangen af august, som det fremgår i Grundlovens § 45). Folketinget samles i september – uanset sommerferie – til førstebehandling af lovforslaget. Finanslovsforslaget bortfalder herefter ved folketingsårets slutning, men genfremsættes efter det nye folketingsårs begyndelse den første tirsdag i oktober. Lovforslaget gennemgår herefter som andre lovforslag tre behandlinger i Folketinget. Tredjebehandlingen finder normalt sted i december.
Finanslovsforslaget behandles i Finansudvalget, hvis medlemmer får forslaget til fortrolig orientering aftenen før regeringen offentliggør forslaget. Offentliggørelsen sker typisk ved et pressemøde i Finansministeriet.
Processen med udarbejdelsen af finanslovsforslaget for det efterfølgende år påbegyndes i januar-februar, hvor regeringen enes om de økonomiske rammer for de enkelte ministerier i det efterfølgende år. Derefter foregår budgetlægningen i de enkelte ministerier, der i løbet af foråret sender deres bidrag til det samlede finanslovsforslag til Finansministeriet, der er ansvarlig for statens samlede budgetlægning.
Finansministeriet gennemgår i maj-juni ministeriernes bidrag til finanslovsforslaget og der foregår internt mellem ministerierne en diskussion om forslagets udformning, nye initiativer mv. I august færdigbudgetteres finanslovsforslagets indtægtsside på grundlag af en ny konjunkturvurdering, hvorefter finanslovsforslaget som nævnt fremsættes for Folketinget.
De politiske forhandlinger om finanslovsforslaget for det efterfølgende år foregår i slutningen af oktober og begyndelsen af november og indledes med et såkaldt sættemøde, hvor regeringen normalt inviterer alle Folketingets partier et efter et. Her kan partierne fremlægge deres ønsker og krav for at indgå en aftale. Herefter påbegyndes reelle forhandlinger med de partier, regeringen vurderer, den kan lave en aftale med. I den proces justeres forslaget i større eller mindre grad. Regeringer opererer typisk med en såkaldt forhandlingsreserve - et beløb, der kan bruges til at imødekomme forligspartiernes ønsker.

Herefter fremsættes ændringsforslag som følge af de indgåede politiske aftaler samt mere tekniske ændringsforslag. Endvidere fremsættes ændringsforslag som følge af ændrede konjunkturvurderinger, der fx kan have betydning for størrelsen af udgifter til arbejdsløshedsdagpenge og kontanthjælp. Finanslovsforslaget vedtages derefter i sin endelige form i december.
Kan behandlingen af finanslovforslaget ikke forventes afsluttet inden årets udgang, skal der ifølge grundlovens § 45, stk. 2, fremsættes forslag til midlertidig bevillingslov for det kommende finansår. Hvis en endelig finanslov ikke kan vedtages af Folketinget, må regeringen udskrive valg eller træde tilbage. Herefter afgør en kongerunde, hvem der kan udpeges som ny forhandlingsleder.
Den vedtagne finanslov kan senere ændres ved hjælp af en tillægsbevillingslov. Den indeholder blandt andet nye og ændrede dispositioner i forhold til de givne bevillinger, som i løbet af budgetåret har været forelagt og opnået tilslutning fra Folketingets Finansudvalg.

## Opbygning
Finansloven er opbygget af et antal paragraffer, der hver især specificerer økonomien for forskellige dele af staten. Således er § 1 monarken (for nuværende Frederik X), § 2 Medlemmer af det kongelige hus, § 3 er Folketinget, herefter følger fra § 5 (af en eller anden grund har man udeladt § 4), der er Statsministeriet, de øvrige ministerier, der hver har deres egen paragraf. Til sidst kommer der et antal paragraffer der indeholder forskellige dele af økonomien, heriblandt skatter og afgifter, træk på Danmarks Nationalbank m.v.
Under ministeriernes paragraffer følger herefter:
- A. Oversigter, der giver et hurtigt overblik over hvilke hovedopgaver ministeriet har og hvordan disse finansieres.
- B. Bevillinger, der giver et mere detaljeret indblik i hvordan hovedopgaverne løses, herunder hvilke institutioner, der ligger under det pågældende ministerium, samt hvilke puljer der administreres osv. I oversigten over bevillinger gives hver af ministeriets hovedopgaver yderligere et nummer, hvorunder institutioner under ministeriet/hovedopgaven yderligere specificeres ved et nummer. Eksempelvis har Sundhedsministeriet § 16, herunder har centralstyrelsen nummer 11, hvilket bliver til 16.11. Under centralstyrelsen ligger Patientombuddet med nummer 22, således er Patientombuddet opført på finansloven ved nummer 16.11.22.[9]
- C. Tekstanmærkninger, der giver en tekstuel beskrivelse af opgavernes art og som specificerer yderligere. Bl.a. kan der i tekstanmærkningerne stå noget om, hvis ministeriet er blevet pålagt at løse bestemte opgaver samt hvordan disse skal finansieres.

## Historisk
I grundloven af 5. juni 1849 står der i § 52:
| Citat | Paa hver ordentlig Rigsdag, strax efter at samme er sat, fremlægges Forslag til Finantsloven for det følgende Finantsaar, indeholdende et Overslag over Statens Indtægter og Udgifter. Finantsforslaget behandles først i Folkethinget. Forinden Finantsloven er vedtagen, maa Skatterne ei opkræves. Ingen Udgift maa afholdes, som ikke har Hjemmel i samme. | Citat |
|       | |       |

Dvs. man må ikke opkræve skatter eller afholde udgifter, der ikke har hjemmel i Finansloven.

## Kunstnere på finansloven
Kunstnere kan "komme på finansloven". Det vil sige at de modtager en af Statens Kunstfonds livsvarige kunstnerydelser. De kunstnere, der modtager den pågældende ydelse, nævnes i finanslovsforslaget i forbindelse med den pågældende post på finansloven – deraf betegnelsen.

## Finanslovsdatabasen
Finansministeriet vedligeholder en finanslovsdatabase, hvor man kan hente oplysninger om indholdet i vedtagne finanslove og tillægsbevillingslove. Her kan man således finde detaljerede oplysninger om statens indtægter og udgifter fordelt på ministerområder og bloktilskud til regioner og kommuner. Databasen indeholder oplysninger fra og med finansåret 2003. For hvert finansår kan man finde såvel finansårets bevilling som den pågældende finanslovs ikke-bindende budgetoverslag for de følgende tre finansår, budgettallet for sidste finanslov og det seneste regnskabstal.